# Moi, Pierre Seel, déporté homosexuel
Moi, Pierre Seel, déporté homosexuel est un récit autobiographique publié en 1994 par Pierre Seel, principal militant pour la reconnaissance des homosexuels comme victimes des camps de concentration et d'extermination lors de la Seconde Guerre Mondiale.

## Contexte historique
En 1982, une controverse oppose Léon-Arthur Elchinger, évêque de Strasbourg, à l'International gay association souhaitant louer des salles de travail et des chambres au sein du Foyer du jeune ouvrier appartenant à l'évêché pour y tenir leur congrès. Malgré l'accord oral du directeur du lieu, Léon-Arthur Elchinger refuse l'accès aux locaux à l'association et déclare que « les homosexuels sont des infirmes moraux »,.
Relayés par la presse, les propos tenus par l'évêque révoltent Pierre Seel, lui-même de religion catholique. Il sort alors du silence, quarante ans après sa déportation et témoigne de ce qu'il a vécu dans une lettre :
J'ai écrit toute mon histoire à l'évêque et j'ai envoyé des copies en recommandé à ma femme et à mes trois enfants, devenus adultes.
Elle sera ensuite publiée sous la forme d'une lettre ouverte par le magazine gay Le Gai Pied.
En février 1993, Pierre Seel témoigne dans l'émission Là-bas si j'y suis animé par Daniel Mermet, diffusée sur France Inter. À la suite de cette émission, il écrit avec Jean Le Bitoux, le livre Moi, Pierre Seel, déporté homosexuel dans le but de faire reconnaître les homosexuels comme victimes des camps de concentration et d'extermination lors de la Seconde Guerre Mondiale.

## Sujet du livre
Le livre est un récit autobiographique dans lequel Pierre Seel raconte son arrestation par la gestapo et sa déportation au camp de sûreté nazis de Vorbruck-Schirmeck où il est traumatisé, torturé et humilié. Il est ensuite relâché et, étant Alsacien, enrôlé de force dans l'armée allemande, la Wehrmacht, sur le front de l'Est.
Après la guerre, il se confronte à l'impossibilité de parler de son homosexualité et du traumatisme de la mort de Jo, son petit-ami. Il se résigne au mariage avec une femme et à la vie « hétérosexuelle contrainte ».

## Reconnaissance de la déportation des homosexuels
Pierre Seel est le seul militant témoignant à visage découvert comme homosexuel rescapé des camps de concentration jusqu'à sa mort, en 2005 :
J'ai cru que mon témoignage en déclencherait d'autres, mais ce n'est jamais arrivé.
Lionel Jospin, alors Premier ministre, l'évoque en 2001. Puis en avril 2005, le président de la République, Jacques Chirac, en parle à l'occasion de la Journée nationale du souvenir de la déportation du 24 avril :
« En Allemagne, mais aussi sur notre territoire, celles et ceux que leur vie personnelle distinguait — je pense aux homosexuels — étaient poursuivis, arrêtés et déportés. »
Dès 1995, Pierre Seel est invité à apporter son témoignage au public, dans plusieurs villes (Lille, Besançon, Marseille…) et sur la fréquence Radio Campus. Pierre Seel est interviewé en 1998 par l'USC Shoah Foundation Institute créé par Steven Spielberg.
Son témoignage apparaît également dans le documentaire sur la déportation homosexuelle, Paragraphe 175 (2000) réalisé par Rob Epstein et Jeffrey Friedman.
Le film documentaire Amants des hommes (d) d'Isabelle Darmengeat (d) sur la déportation homosexuelle en France reprend et utilise des extraits lus du livre.